# Inno del generale Kim Jong-il
L'Inno del generale Kim Jong-il (in coreano: 김정일장군의 노래?) è un canto patriottico nordcoreano, scritto da Sin Un-ho (1941-2020) e musicato da Sol Myong-sun (1936-2012) nel 1997 in onore del caro leader Kim Jong-il.
Nonostante questa canzone elogi Kim Jong-il, figura estremamente importante nel culto della personalità praticato nel paese nei confronti dei suoi leader, essa è molto meno popolare della canzone che celebra il padre.
Il motivo strumentale, senza parole cantate, è utilizzato come secondo segnale di stacco dalla radiotelevisione pubblica nordcoreana. Il primo è l'inno di Kim Il-sung.
Secondo fonti nordcoreane, il satellite Kwangmyŏngsŏng 2, lanciato il 5 aprile 2009 e che secondo gli Stati Uniti non è mai partito per lo spazio, si occupa di trasmettere il canto verso il cosmo.
L'artista Ritta Dimeck, nel 2018, ne ha realizzato una versione in lingua inglese.